# Vržerala
Vržerala är en ort i Bosnien och Hercegovina.   Den ligger i entiteten Federationen Bosnien och Hercegovina, i den sydvästra delen av landet, 110 km väster om huvudstaden Sarajevo. Vržerala ligger 716 meter över havet och antalet invånare är 732. Den ligger vid sjön Buško Jezero.
Terrängen runt Vržerala är varierad. Närmaste större samhälle är Podhum, 1,8 km öster om Vržerala. 
Runt Vržerala är det ganska tätbefolkat, med 93 invånare per kvadratkilometer.